# ۱۳۶۴ (قمری)
۱۳۶۴ (قمری)، هزار و سیصد و شصت و چهارمین سال در گاهشماری هجری قمری است. اول محرم این سال برابر با هفدهم دسامبر سال ۱۹۴۴ میلادی است.
تاسوعا